# Struthanthus calophyllus
Struthanthus calophyllus là một loài thực vật có hoa trong họ Loranthaceae. Loài này được A.C.Sm. miêu tả khoa học đầu tiên năm 1932.